# ژان فرانسوا فان در موته
ژان فرانسوا فان در موته (انگلیسی: Jean-François Van Der Motte; ۸ دسامبر ۱۹۱۳ – ۸ اکتبر ۲۰۰۷) دوچرخه‌سوار اهل بلژیک بود.
وی در مسابقات کشوری و بین‌المللی در مجموع برندهٔ ۱ مدال برنز شده‌است.